# Vinho verde
Vous lisez un « article de qualité » labellisé en 2010.
Le vinho verde (vin vert) est un vin portugais protégé par une Denominação de Origem Controlada (DOC) de la région de Minho, dans le Nord-Ouest du pays. Son nom fait référence à la fraîcheur de sa jeunesse plus qu'à sa couleur puisque cette appellation produit des vins rouges, des vins blancs et quelques vins rosés. La plupart de ces vins doivent se boire dans leur prime jeunesse. Leur zone de production s’étend sur 160 kilomètres et représente 15 % de la superficie du vignoble portugais. C'est un vignoble morcelé à l'extrême où, d'une façon générale, chaque producteur ne possède guère plus d’un hectare. Ses vignes furent longtemps cultivées en hautain, ce qui faisait constater à Louis Orizet dans les années 1970 :
« De la vigne, il en pousse partout, sauf dans des vignobles, au bord des routes, le long des murs des fermes, ou bien en guirlandes palissées, si hautes parfois qu'il faut une échelle pour vendanger. »

## Histoire

### Antiquité
Nombre d'auteurs sont partagés sur la genèse de la viticulture au Portugal. Il y a trois écoles :
- la première explique que la culture de la vigne avait précédé l'arrivée des Romains, et particulièrement dans le Nord du pays[5] ;
- la seconde est celle des Minhotos, les vignerons locaux, qui font remonter son origine aux Grecs[4] ;
- la troisième, prenant en compte les vignes arbustives, et en référence à Ulmisque adjungere vitis[N 2], affirme qu'elle doit tout aux pratiques romaines[6].

### Moyen Âge
En 870, avant même la fondation d'un Portugal indépendant, une donation en vignes fut faite au couvent d'Alpendurada à Marco de Canaveses. Puis ce fut le roi Ordonho qui, en 960, fournit dans son testament la manse de l'église São Tiago, passée dans la paroisse civile de Correlhã, dépendante de la municipalité de Ponte de Lima.
Mumadona Dias, parente de la famille royale, en 949, puis son fils Gonzalo Menéndez et Toda, l'épouse de celui-ci, en 973, paraphèrent des actes décrivant des propriétés entourées de ceps. C'est dans le Minho, berceau du Portugal et ancien comté de Portucale, qu'Alphonse Ier Henriques de Guimaraes proclama la naissance de la nation portugaise. Ces hautains sont aussi évoqués en 1220 et 1228 dans les « Ordonnances et Enquêtes », lors de dépositions témoignant de l'extension de la vigne dans le Nord-Ouest du Portugal. Au cours du XIIIe siècle, les archives de la paroisse d'Areias (Santo Tirso) précisaient qu'il y avait des « vignes hautes sur pied » et des latadas, ancêtres des treilles.
Vers le milieu du XIVe siècle, la production était assez organisée pour que Édouard III d'Angleterre puisse signer un traité de commerce avec le Portugal pour le négoce entre la laine anglaise et le vin de la région du Minho.

### Renaissance
C'est à cette époque que, pour la première fois, a été fait usage du qualificatif de vinho verde. Le terme fut employé, en 1549, dans un écrit du docteur João das Regras. La marine portugaise sillonnait alors mers et océans, conquérant des colonies et installant des comptoirs du Groenland à Goa, de la Chine au Brésil.

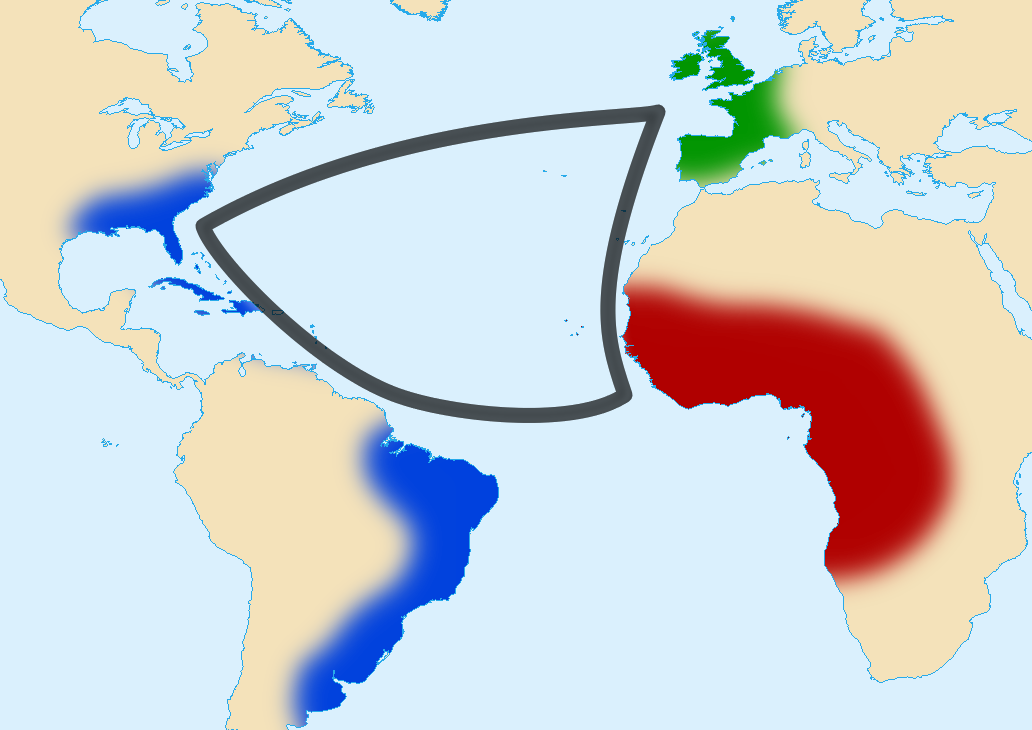
Commerce triangulaire entre l'Europe et les Amériques : esclaves, vin, morue et textiles.

Quelques années plus tard, après la mort du roi Sébastien Ier, parti en croisade contre les Maures au Maroc, Philippe II d'Espagne annexa le royaume en 1580. Quand celui-ci retrouva son indépendance, en 1644, l'Angleterre avait pris des positions économiques telles dans ses ports que le Portugal était quasiment devenu sa colonie.
À partir de 1660, les négociants anglais tinrent le haut du pavé à Lisbonne, Porto et Viana. Leurs bâtiments de commerce avaient mis en place un juteux trafic triangulaire concernant l'Entre-Douro-e-Minho (pour ses vins), Terre-Neuve (pour sa morue) et l'Angleterre (pour ses filatures). Les propriétaires de vignobles de la région de Viana do Castelo troquaient même leur production contre des esclaves noirs.
Cette situation ne dura qu'un temps, et pour deux raisons. La première fut que le vin le plus recherché était celui des vignobles de Monção. Les relevés des registres commerciaux indiquent que c'était un vin blanc, produit à partir du cépage alvarinho et dans des vignes basses. La seconde, qui fut déterminante, était que le port de Viana s'ensablait. De ce fait, les négociants en vins anglais préférèrent utiliser celui de Porto.

### Période moderne

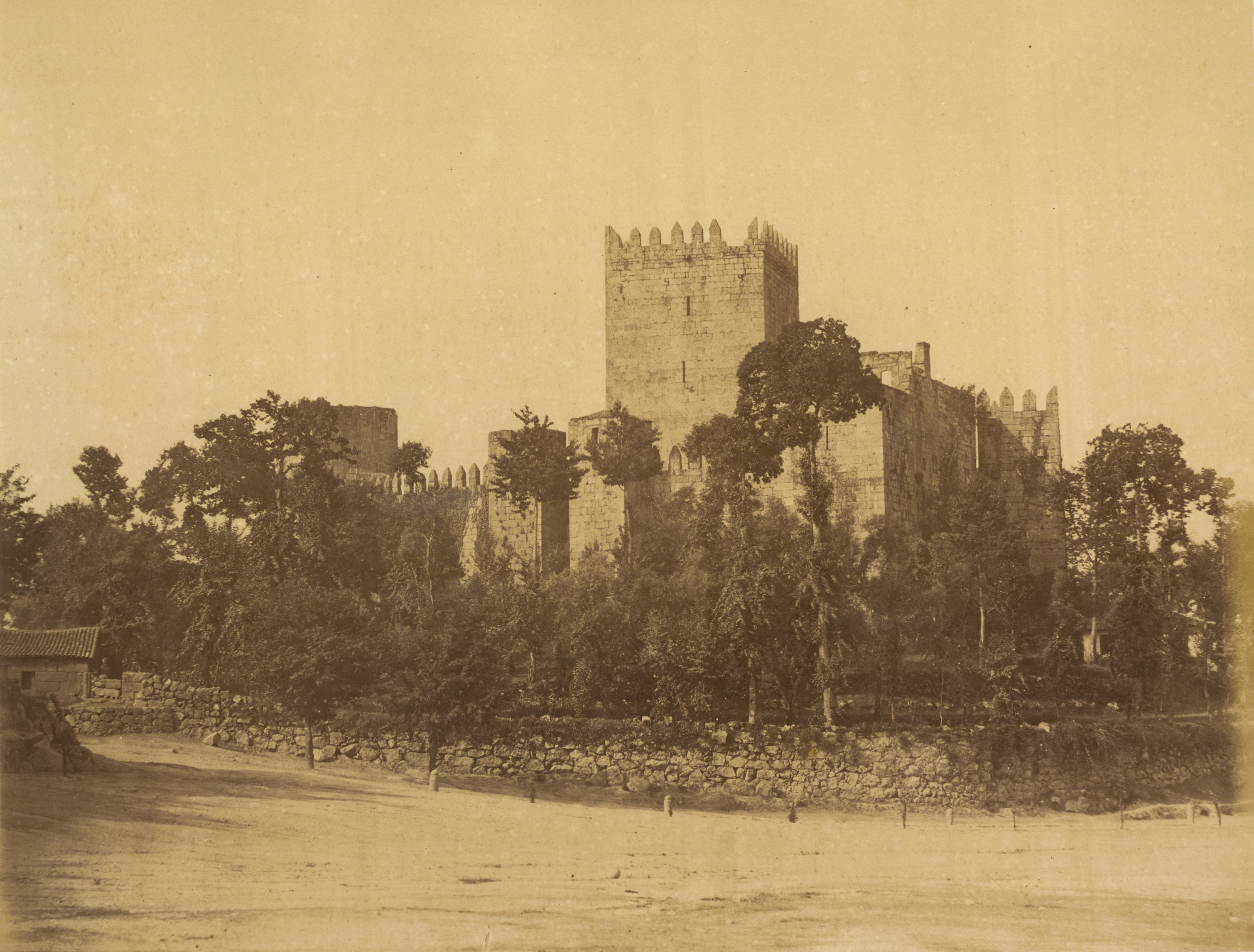
Château de Guimarães précédé de quatre hautains (milieu du XIXe siècle).

Délimitation de la zone de production du vinho verde.

L'Entre-Douro-e-Minho, province surpeuplée, fournit nombre de migrants qui allèrent s'installer principalement au Brésil. Quand certains revinrent, fortune faite, ils ne manquèrent pas de se faire édifier de superbes demeures et d'acheter terres et vignes qu'ils firent mener par métayage. Dans le même temps, la noblesse abandonna l'exploitation directe, ce qui augmenta l'émiettement des exploitations et terres agricoles.
Cette situation perdura durant les XVIIe et XVIIIe siècles. La pratique des petites exploitations incita les grandes maisons seigneuriales — les manoirs du Minho — à lotir leurs vastes propriétés dont l'exploitation fut, dès lors, confiée à des métayers. Les quelques derniers grands vignobles d'une pièce en pâtirent. Ils furent arrachés et replantés sur les abords des terres.
En 1876, António Augusto de Aguiar, célèbre professeur de chimie et expert en vin, a décrit parfaitement le vin et son effet : « Le vinho verde est le plus singulier des vins. Il est bizarre, original, rafraîchissant, diététique. Il n'enivre pas. C'est uniquement pour cela que je l'aime. Il est sensible à l'intelligence. »

### Période contemporaine
Jusqu'alors considérée comme réservée à la consommation de ménage, la production de vinho verde commença à être organisée dès le début du XXe siècle. Le législateur fit une première délimitation de la zone de production le 18 septembre 1908 ; elle fut décrétée et passa dans les faits le 1er octobre de la même année. Puis, le 22 mars 1929, un décret-loi définit le statut particulier de la région et précisa ses limites géographiques actuelles. Dès lors, la « Commission de Viticulture de la région des Vinhos Verdes » fut chargée de faire appliquer cette réglementation. Mais en 1930, la législation sévère de Salazar, qui interdit la création de vignobles et ne les autorisa que pour délimiter les domaines, a interrompu la tradition du vin de Monção.
Si la production des vinhos verdes reste une exception aux usages établis en la matière par les conventions et accords internationaux, l'OIV n'en a pas moins, dès 1949, accepté son enregistrement en appellation d'origine. Depuis février 1992, les vinhos verdes sont entrés dans la catégorie européenne des VQPRD (Vins de qualité produits dans des régions déterminées).

## Étymologie
Si les vinhos verdes sont dits « vins verts », ce n'est pas pour leur couleur mais pour leur vivacité car leur vendange précoce, pour éviter les aléas climatiques, les fait vinifier avant que les raisins soient totalement mûrs. C'est déjà ce qui était signalé par les voyageurs européens au début du XIXe siècle qui opposaient vinho verde à vinho maduro en précisant que cette absence de maturité était due à la façon dont étaient conduites ces vignes dans les arbres.

## Situation géographique
Les limites géographiques de la zone de production des vinhos verdes, qui couvrent trois districts, sont au nord et au sud les fleuves Minho et Lima, à l'est des montagnes dont l'altitude est supérieure à mille mètres, à l'ouest l'océan Atlantique,.

Les trois districts du vinho verde
District de Viana do Castelo.
District de Braga.
District de Porto.

### Orographie
Caractérisé par un relief accidenté, ce terroir a été décrit par Amorin Girão comme « un amphithéâtre ouvert sur la mer s'élevant progressivement vers l'intérieur »,. Comme ses principaux cours d'eau, Minho, Lima, Cavado, Ave et Douro, coulent d'est en ouest, ils facilitent la pénétration des vents océaniques à l'intérieur des terres,. L'ensemble de cette région est délimité et séparé par les montagnes de Penada, Gerez, Cabreira, Alvão, Marão, Montemuro, Freita et Arada. À ces escarpements s'ajoutent des vallées bosselées par de petits monts (Arga, Amarela et Citãnas) qui en font une zone accidentée, aux vallées étroites, sans grande étendue de plaine et sans altitude élevée.

### Géologie
Le vignoble est implanté sur des substrats granitiques avec des traces de micaschistes. Une bande silurique, où apparaissent des formations d'ardoises du carbonifère, le traverse du sud-est au nord-ouest Cet ensemble fournit des sols pauvres, acides et sableux avec une forte carence en calcaire et phosphore.

### Climatologie
De type méditerranéen (Csb) avec sécheresse estivale, le climat a la particularité d'être directement exposé à l'influence de l'océan Atlantique et est donc caractérisé par de faibles amplitudes thermiques et une pluviosité assez importante. Les reliefs à l'est du littoral limitent l'influence océanique et favorisent une grande variété de microclimats.
| Mois                              | jan.  | fév.  | mars  | avril | mai  | juin | jui. | août | sep. | oct.  | nov. | déc.  | année   |
| --------------------------------- | ----- | ----- | ----- | ----- | ---- | ---- | ---- | ---- | ---- | ----- | ---- | ----- | ------- |
| Température minimale moyenne (°C) | 4,5   | 4,8   | 6,2   | 7     | 9,6  | 12   | 12,6 | 13,2 | 11,8 | 9,6   | 6,3  | 4,6   | 8,5     |
| Température moyenne (°C)          | 8,7   | 9,1   | 10,9  | 12,4  | 15,2 | 18,2 | 20,2 | 19,8 | 18,4 | 15,3  | 11,2 | 8,9   | 14      |
| Température maximale moyenne (°C) | 12,8  | 13,5  | 15,6  | 17,8  | 20,7 | 24,4 | 27,2 | 27   | 24,9 | 21    | 16   | 13,3  | 19,5    |
| Précipitations (mm)               | 217,1 | 208,9 | 180,3 | 104,2 | 110  | 64,5 | 20,9 | 30,6 | 77,7 | 132,4 | 174  | 193,3 | 1 514,9 |

| Diagramme climatique                                  |              |              |            |            |            |              |            |              |            |          |              |
| J                                                     | F            | M            | A          | M          | J          | J            | A          | S            | O          | N        | D            |
| 12,84,5217,1                                          | 13,54,8208,9 | 15,66,2180,3 | 17,87104,2 | 20,79,6110 | 24,41264,5 | 27,212,620,9 | 2713,230,6 | 24,911,877,7 | 219,6132,4 | 166,3174 | 13,34,6193,3 |
| Moyennes : • Temp. maxi et mini °C • Précipitation mm |              |              |            |            |            |              |            |              |            |          |              |

Les entrées maritimes entretiennent une forte humidité et soumettent ce terroir à une pluviosité abondante, comprise entre 1 500 et 2 000 mm par an, mais mal répartie cependant pour la vigne. Si l'hiver et le printemps sont normalement humides, l'été est sec et l'automne, moment des vendanges, pluvieux. En corollaire, les températures sont douces, l'hiver peu rigoureux mais les vignes ont à craindre de possibles gelées printanières. La forte sécheresse estivale, même sans température excessive, influe fortement sur la maturité des raisins.
Dans la classification de Thornwait, la région des vinhos verdes est définie comme ayant un « climat humide ou super humide, mésothermique, avec petite ou forte déficience d'eau en été, soumis de façon prépondérante à l'influence maritime ».

## Vignoble

### Présentation
Les terroirs viticoles des municipalités de Caminha, Gondomar, Lousada, Maia, Matosinhos, Paredes de Coura, Porto, Valença, Valongo et Vila Nova de Cerveira ont droit uniquement à l'appellation régionale simple Vinho verde. Le reste de l'appellation, divisée en sous-régions délimitées, peut notifier sur l'étiquette de ses vins la désignation sous-régionale.
| Appellation sous-régionale | Municipalités                                                                |
| -------------------------- | ---------------------------------------------------------------------------- |
| Amarante                   | Amarante, Marco de Canaveses                                                 |
| Ave                        | Fafe, Santo Tirso, Vila Nova de Famalicão, Vieira do Minho, Póvoa de Lanhoso |
| Basto                      | Celorico de Basto, Cabeceiras de Basto, Mondim de Basto, Ribeira de Pena     |
| Baião                      | Baião, Paredes                                                               |
| Cávado                     | Esposende, Braga, Barcelos, Vila Verde, Amares, Guimarães                    |
| Lima                       | Viana do Castelo, Ponte de Lima, Ponte de Barca, Arcos de Valdevez           |
| Monção                     | Moncão, Melgaço                                                              |
| Paiva                      | Castelo de Paiva                                                             |
| Sousa                      | Penafiel, Lousada, Felgueiras, Paços de Ferreira                             |

### Encépagement

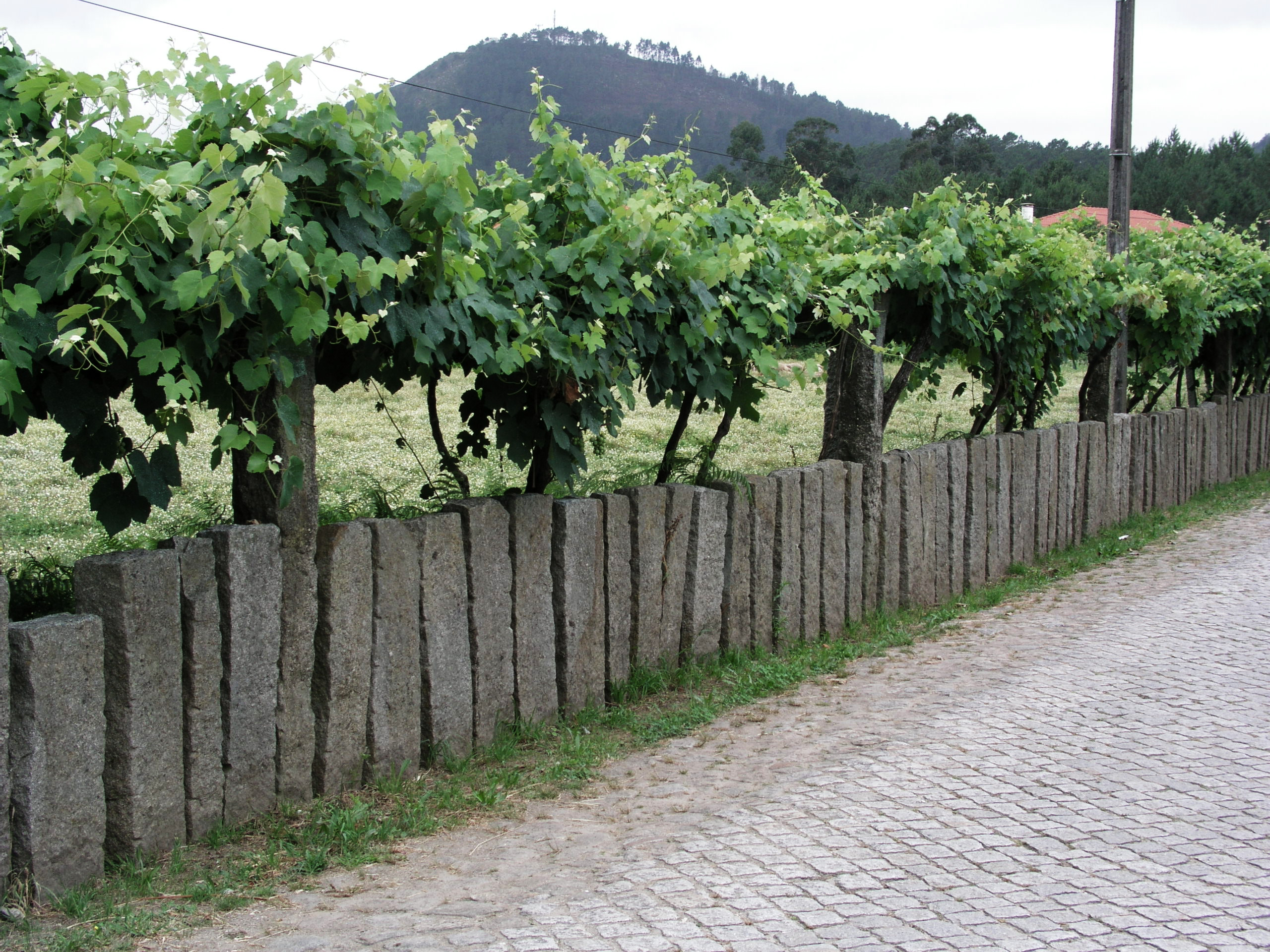
Dans la région des vinhos verdes, vignes d'Arcozelo (freguesia de Ponte de Lima) conduites sur cruzeta.

Les vignes ont dû s'adapter à la conduite en hautain par une sélection naturelle des variétés supportant ce mode cultural. L'adaptation a été telle que ces cépages imposent cette méthode au XXIe siècle, car taillées en forme basse, leurs vignes, à grande exubérance végétative, produisent peu et dépérissent. Le vignoble fournit des vins rouges, production traditionnelle, et des vins blancs, production plus récente, le vin rosé restant confidentiel. Ils sont élaborés à base de différents cépages :
- cépages blancs recommandés : Alvarinho, Arinto, Avesso, Azal blanc, Batoca, Loureiro et Trajadura ;
- cépages blancs autorisés : Branco-Escola, Cainho de Moreira, Cascal, Douradinha, Esganinho, Esganoso de Castelo de Paiva, Esganoso de Lima, Fernão Pires, Lameiro, Rabigato, São Mamede et Semilão ;
- cépages rouges recommandés : Amaral, Azal rouge, Borraçal, Brancelho, Espadeiro, Padeiro, Pedral, Rabo de Ovelha et Vinhão ;
- cépages rouges autorisés : Doçal, Doçal de Refóios, Espadeiro Mole, Labrusco, Mourisco, Pical Pôlho, Sousão et Verdelho rouge.

### Méthodes culturales

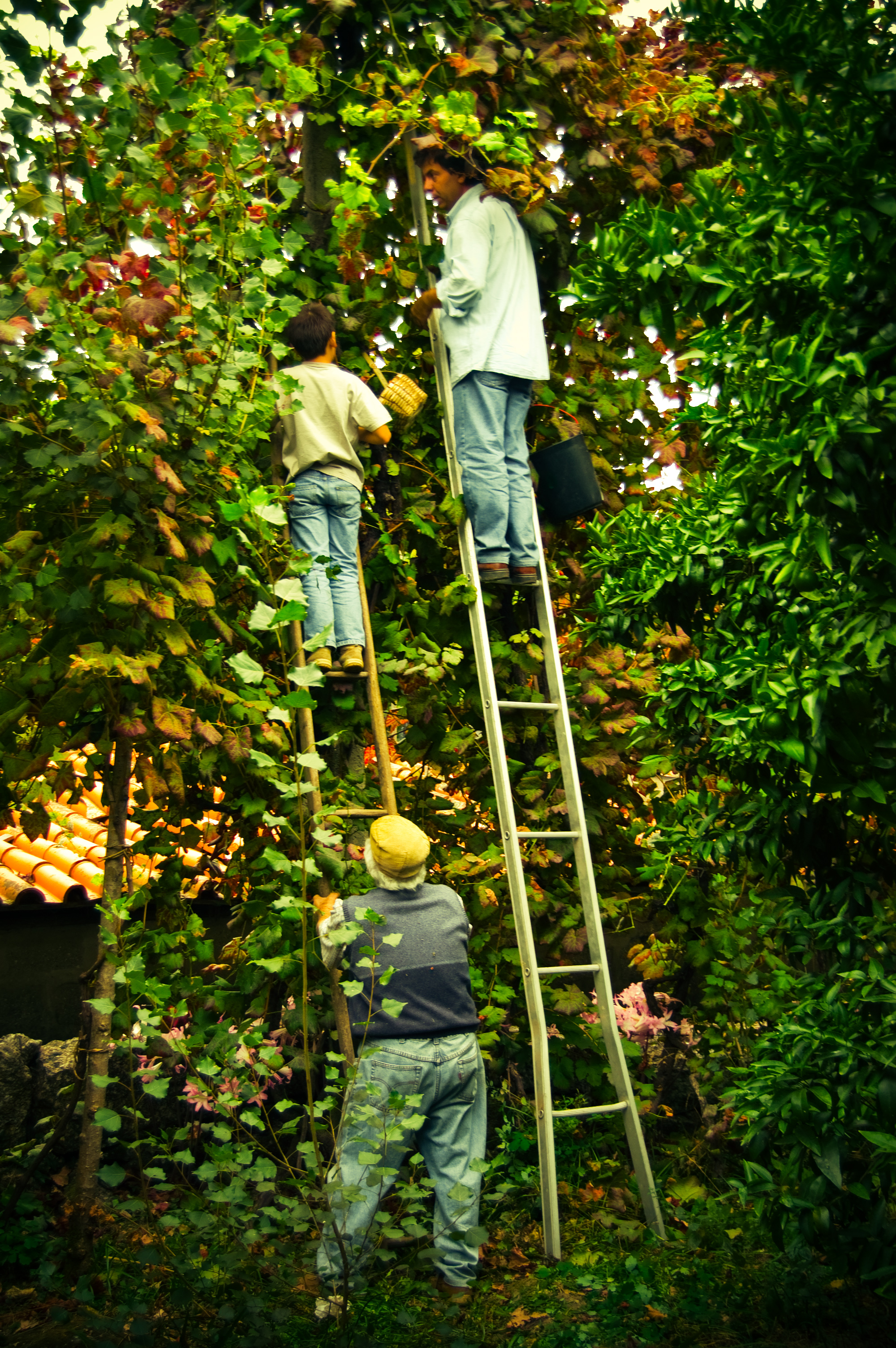
Vendanges sur des vignes menées en enforcado.

La viticulture dans le nord-ouest du Portugal, dans la région des vinhos verdes, se faisait autrefois avec des vignes grimpantes ou suspendues. Ce mode de conduite, qui a traditionnellement utilisé des hautains, est impliqué par les facteurs agronomiques et sociaux de cette ancienne province d'Entre-Douro-e-Minho. Les vignes étaient reléguées soit en bordure des champs cultivés, soit dans des terrains morts (chemins, cours, etc.). Ces conditions particulières de culture étaient le résultat de l'extrême division des champs et des cultures et sont censées préserver au maximum les surfaces réservées aux céréales et au fourrage.
Leur mode de conduite traditionnel se faisait soit en enforcado (hautain traditionnel), soit en arejão ou arejaoda (très haute treille verticale), soit sur ramada (treille horizontale plus ou moins inclinée sur des supports de hauteur variable), soit sur lata (petite treille de branchages disposés en croisillon), soit sur latada (forme basse de la ramada). Plusieurs espèces arbustives étaient utilisées dont le chêne, le cerisier, le platane, et l'olivier.
Puis, dans les années 1970, on a introduit la conduite des ceps en cruzeta, en croix. La vigne était conduite en cordon palissé sur fil de fer soutenu par une potence en forme de croix pouvant s'élever à 2 mètres de haut. Cette méthode a permis une certaine mécanisation. Cette conduite des vignes a encore été optimisée sous la forme lys. Le lys, qui permet d'aérer le clivage entre les formes ascendantes et retombantes du feuillage, est taillé en cordon de Royat, il est mécanisable y inclus pour la récolte qui se fait par secouage vertical,.
Toutefois, cette technique n'a pas été très populaire auprès des producteurs qui la trouvaient trop laborieuse et difficile d'entretien. La plupart des producteurs utilisent maintenant la technique du cordon simple avec des vignes supportées par un cordon de 1,5 mètre.

### Titre alcoométrique total minimum et maximum
Le titre alcoolométrique du vinho verde doit être compris entre 8,5 % pour le rosé ou 9 % pour le rouge et le blanc et 14 % pour tous.
De plus, le taux d'acidité minimum doit être de 5,4 g/l pour tous les vinhos verdes, sauf des vinhos verdes alvarinho ou avec mention de sous-région.

### Vinification et élevage

#### Vinification en rouge
La vendange se fait toujours en grappes entières afin d'éviter toute oxydation. Pour éviter tout goût de rafle, elle est éraflée dès l'arrivée à la cave et immédiatement foulée. Jusqu'à l'entrée dans l'Union européenne, le foulage se faisait aux pieds. Au XXIe siècle, l'utilisation de fouloirs centrifuges s'est généralisée. Ils permettent de respecter la tradition, en obtenant un vin à la couleur foncée et une mousse colorée, en assurant une meilleure dissolution de la matière colorante.

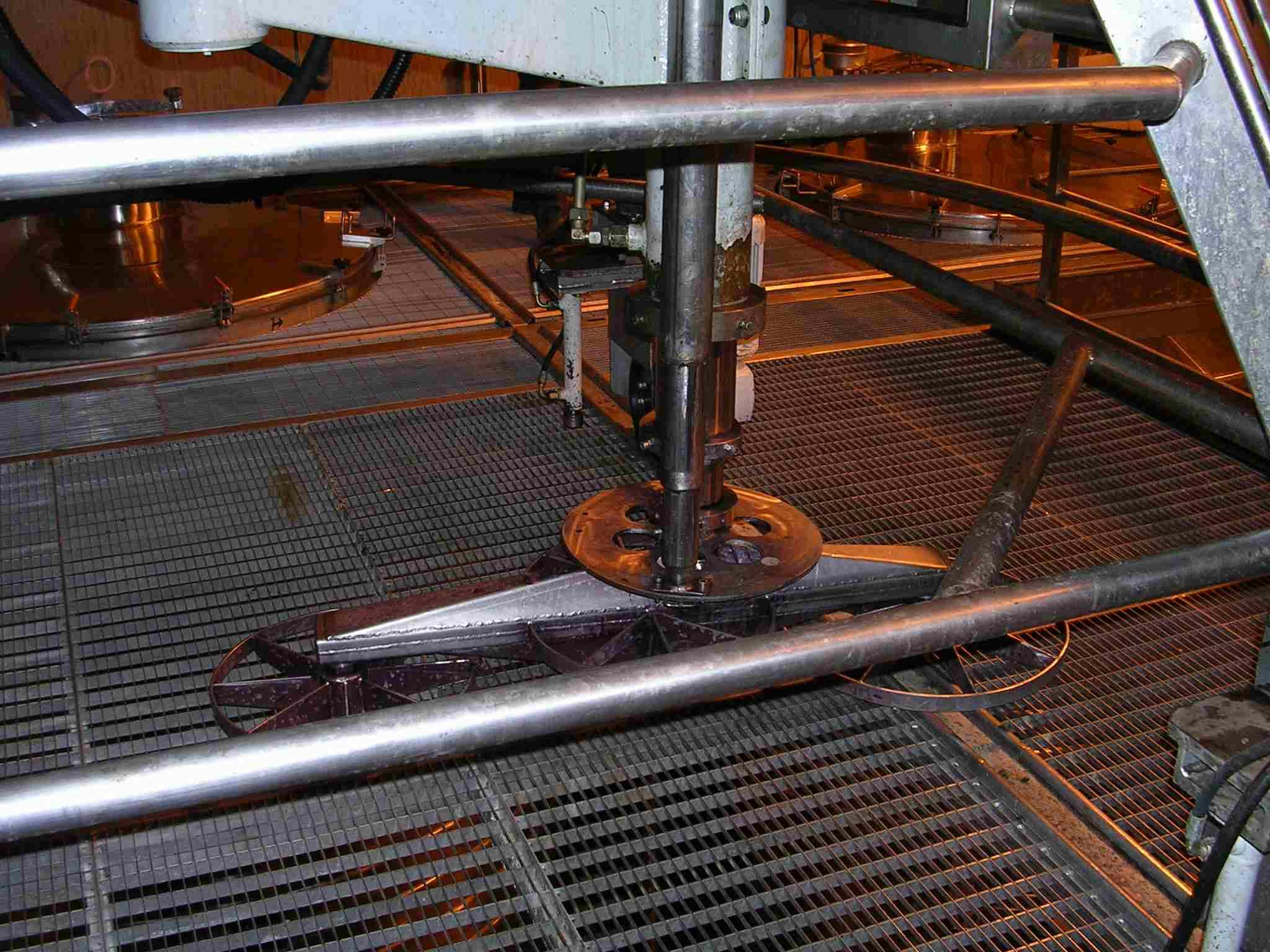
Robot pigeur.

Celle-ci nécessite, en plus, le pigeage du chapeau de marc qui se fait sur un rythme de trois fois par jour. La vinification des moûts est facilitée par la maîtrise des températures, utilisée majoritairement dans les caves coopératives. Au terme d'une cuvaison courte, la fermentation alcoolique est bloquée par mutage quand la densité des moûts se situe entre 1010 et 1005. Lors d'un nouvel encuvage de 15 jours, il est procédé à plusieurs soutirages.
La mise en fûts se déroule entre les mois de novembre et de janvier. Le départ de la fermentation malolactique est alors bloqué par la technique du froid. Celle-ci se fera en bouteille, dont la mise a lieu entre mars et avril.
Une autre méthode de vinification a été testée avec succès. Une enquête sur le terrain avait démontré qu'un certain nombre de viticulteurs vinifiait, sans foulage, en grappes entières dans une cuve fermée pendant 2 à 8 jours. Cette technique s'apparentait à la macération carbonique qu'avait popularisée Michel Flanzy en France.
Venu sur place, l'œnologue fit remarquer que le terroir des vinhos verdes était granitique tout comme celui du beaujolais et conseilla l'emploi de ce type de vinification. Les résultats des essais furent d'ailleurs positifs mais le coût des investissements en freina le développement.
Pour un article plus général, voir Vin rouge.

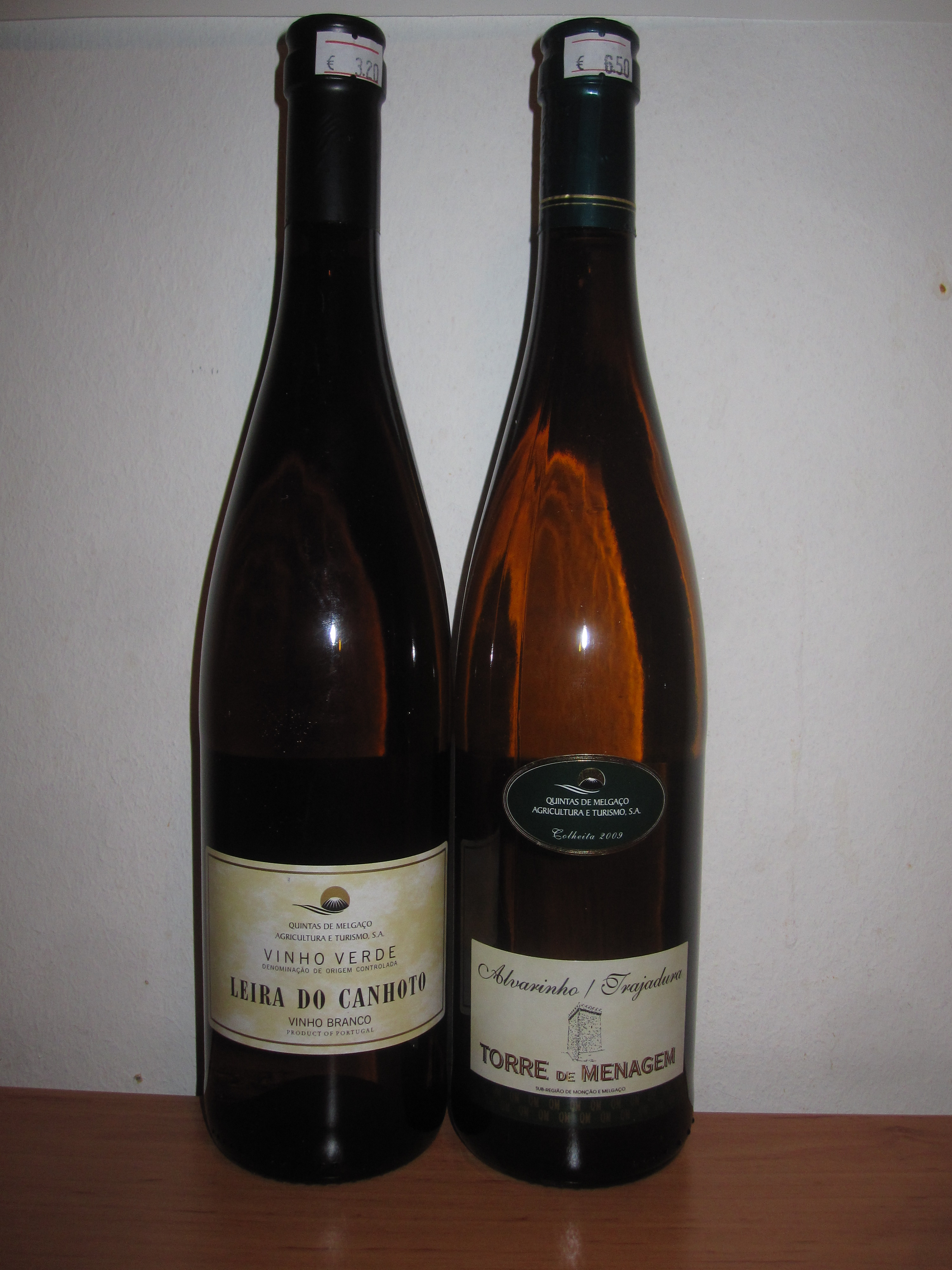
Vinho verde de Moncão et Melgaço.
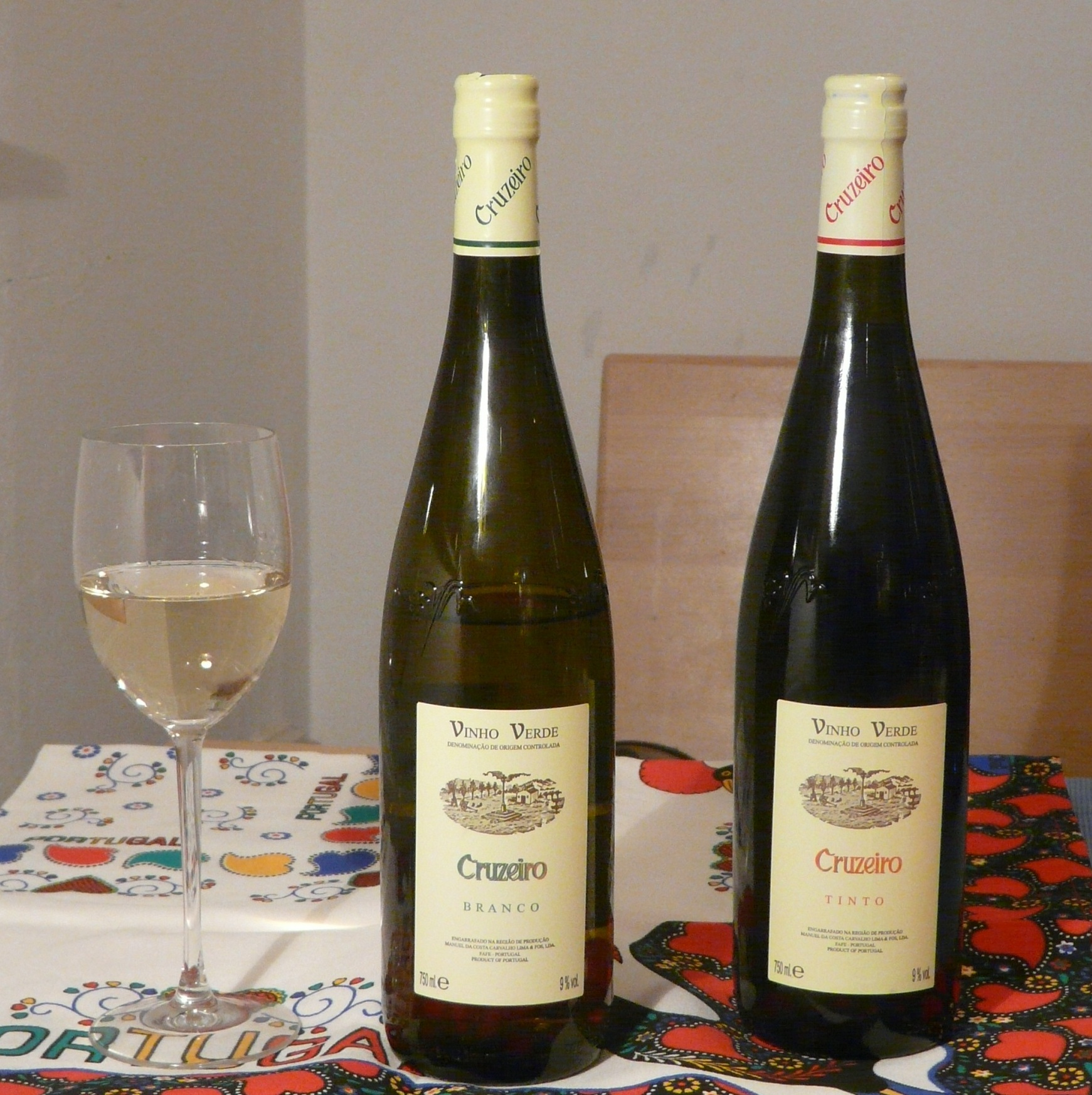
Vinho verde blanc et rouge.

#### Vinification en blanc
Le but de cette vinification est d'obtenir un vin à la robe claire, d'une couleur allant du citron au doré et qui développe à la dégustation fraîcheur et arômes fruités.

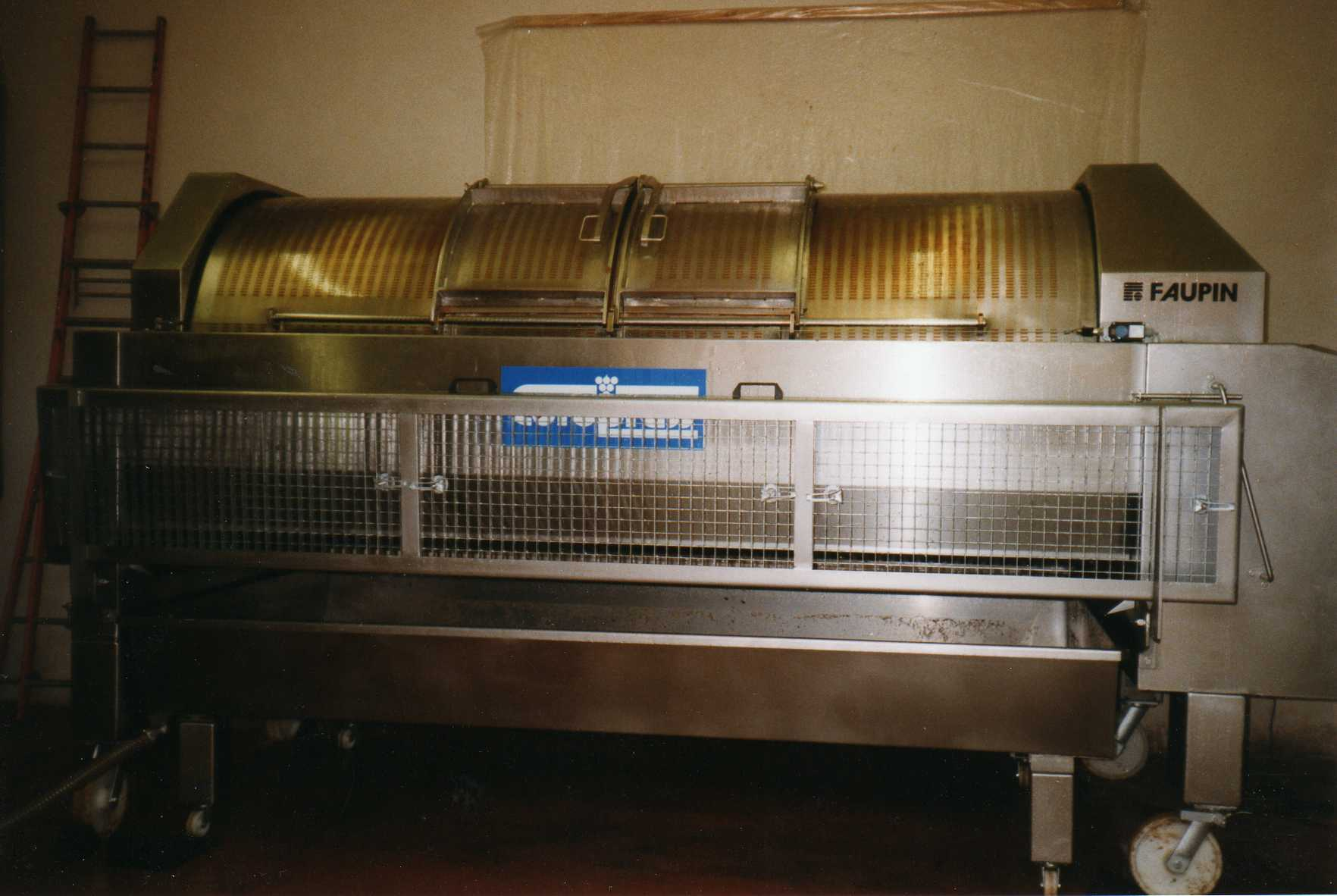
Pressoir horizontal.

Les cépages blancs utilisés étant assez oxydatifs comme l'ensemble des cépages méridionaux d'Europe, la première précaution de mise est d'obtenir une vendange de grappes entières. Pour la garder le moins possible en contact avec l'air, elle est foulée et pressée immédiatement. L'utilisation de pressoirs horizontaux, au XXIe siècle, rend possible le pressurage direct sans passer par le stade du foulage. Les moûts sont ensuite débourbés pendant 24 à 48 heures.
Pour la fermentation, la recherche de qualité implique de plus en plus l'utilisation de levures indigènes sélectionnées et la maîtrise des températures qui permet par une méthode physique de maintenir les cuves entre 18° et 20 °C. Elle est essentiellement utilisée dans les grandes unités de vinification.
Le premier soutirage se fait avant que la transformation des sucres en alcool ne soit achevée, et les autres, régulièrement, au cours de la période allant de novembre à décembre. Les vinhos verdes blancs se conservent particulièrement bien en bouteille en gardant pendant quelques années leur fraîcheur et leur fruit.
Pour un article plus général, voir Vin blanc.

### Terroir et vins
Production annuelle de vinho verde.
C'est en 1973 qu'a eu lieu la plus grosse récolte de vinhos verdes avec 3 054 250 hectolitres. La plus petite récolte fut celle de l'année 1935 qui n'atteignit que 191 850 hectolitres.
En 2003 et 2004, une expérimentation sur l'importance des variations de températures sur le terroir du vinho verde et ses vins a été réalisée par des équipes des universités de Rennes et de Porto dans les vignobles de la station vitivinicole Amandio Galhano à Arcos-de-Valdevez et à Monção-Troviscoso. Distants de quelques dizaines de kilomètres, le premier se situe dans la vallée du Lima, le second dans celle du Minho. Ces deux sites, à la topographie accidentée, sont peu soumis aux influences océaniques. Leurs caractéristiques vitivinicoles sont très différentes, en particulier sur les types de cépages cultivés et la qualité du vin. Le vignoble de Monção-Troviscoso est essentiellement planté en alvarinho, cépage difficile à cultiver à la station Amando Galhano où le loureiro et le vinhão conviennent parfaitement.
Les relevés des températures minimales sous abri et de leur importante variation ont mis en évidence l'impact de celles-ci sur la vigne (résistance au gel, croissance, taux de sucre du raisin), tant entre les deux vignobles expérimentaux qu'entre les différents points de relevés en fonction de la topographie du vignoble : les valeurs les plus faibles étant liées aux terrasses ou aux dépressions, les valeurs les plus fortes enregistrées sur des pentes supérieures à 5 °C. Les températures maximales sous abri ont montré également une forte disparité liée à la topographie. La canicule de l'été 2003 et ses fortes chaleurs n'ont donc pas eu les mêmes conséquences partout. Les relevés du 8 août montrent que les températures les plus élevées ont été enregistrées dans les secteurs en pente d'exposition sud, les écarts allant jusqu'à 4 °C avec les terrasses ou cuvettes, ce qui confirme et met en évidence l’influence des facteurs topographiques.
L'expérimentation météorologique a été doublée par une étude de l'état physiologique de la vigne. Les analyses de teneur en alcool réalisées en septembre 2003 ont montré d’importantes différences liées aux cépages mais également à la température. Par exemple, les parcelles de Loureiro enregistrent des différences de plusieurs degrés sur l’ensemble du site d’Arcos-de-Valdevez.
Cette forte variabilité sur un même terroir des températures, notamment lors de gelées printanières et surtout au moment de la canicule de l’été 2003, a permis d’évaluer et de quantifier l’influence des facteurs locaux sur la qualité du raisin et du vin.
Cette étude doit être mise en corrélation avec l’analyse des relevés de températures de la station météorologique de Serra do Pilar, entre 1901 et 2003, qui montre une augmentation constante de la température moyenne. Ce contexte de réchauffement et de forte variabilité du climat laisse présager un important impact à l’échelle d’un terroir au niveau de l'encépagement.

### Station vitivinicole Amândio Galhano (EVAG)
La station vitivinicole Amândio Galhano (EVAG) est un centre d'expérimentation installé dans la Quinta de Campos du Lima sur la municipalité d'Arcos de Valdevez. Elle gère un domaine de soixante-dix hectares dont vingt-deux sont plantés en vigne. Ses vins sont vinifiés sur place dans une cave expérimentale. La station est ouverte au public qui peut visiter le vignoble installé selon les techniques de la cruzeta et prendre connaissance des recherches qui y sont menées. Depuis 2006, l'EVAG a ouvert ses portes à plusieurs Instituts d'enseignement supérieur agricole, dont ceux de Castelo Branco et de Bragance. L'objectif de ces stages est de publier le résultat des travaux de recherche et d'expérimentation sur les secteurs vitivinicole et œnologique. Étudiants et enseignants ont ainsi l'occasion d'acquérir une connaissance plus précise de la structure et des actions de la Comissão de Viticultura da Região dos Vinhos Verdes  (CVRVV), de l'EVAG et de la filière du vinho verde, tant pour la certification des vins que dans les secteurs de commercialisation, exportation, fiscalisation et marketing.

### Comissão de Viticultura da Região dos Vinhos Verdes (CVRVV)
Cette association, reconnue d’utilité publique, est chargée de la certification des vinhos verdes, du contrôle de leur qualité et de leur promotion. Elle a aussi pour mission l'assistance technique des vignerons et des négociants de l'appellation. En étroite collaboration avec les professionnels de la filière vitivinicole, la Commission joue un rôle essentiel dans « le renforcement de l’identité viticole des territoires touristiques dans la région du vinho verde ». Dans le secteur touristique, pour optimiser les capacités d'accueil des professionnels, la Commission a mis en place un programme de formation visant à développer l'œnotourisme.

### Structure des exploitations
La structure des exploitations est atypique en Europe occidentale. La région, qui ne représente que 9,2 % de la superficie du territoire du Portugal, contient 20 % de sa population. En 2009, il y a 27 662 producteurs exploitant 34 000 hectares. Leur baisse est constante. La pratique de la vinification individuelle dans les toutes petites propriétés ou les métairies reste majoritaire même si certains se sont regroupés dans l'une des 21 caves coopératives. Sept d'entre elles ont formé une Union, la Vercoope (Union des caves coopératives de la région de Vinho Verde).
Évolution du nombre de producteurs de vinho verde
Le morcellement de la propriété et les faibles superficies consacrées à la vigne surdimensionnent toujours les petits apporteurs.
| Déclarants de récolte par volume | 1 à 10 hl | 10,01 à 25 hl | 25,01 à 50 hl | 50,01 à 100 hl | 100,01 à plus de 500 hl |
| -------------------------------- | --------- | ------------- | ------------- | -------------- | ----------------------- |
| % moyen                          | 30        | 34            | 16            | 6              | 14                      |

### Type de vins et gastronomie

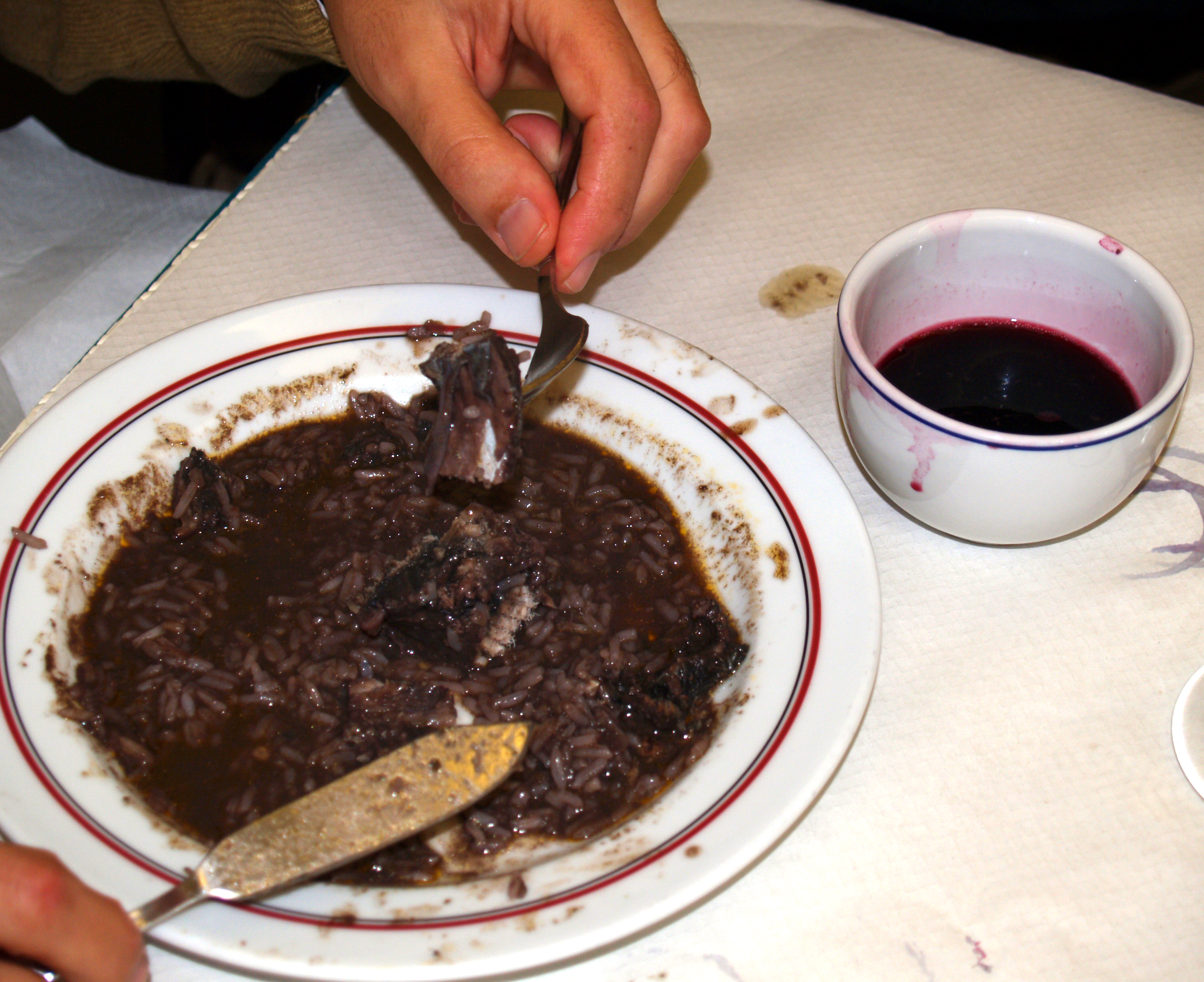
Vinho verde rouge et lamproie.

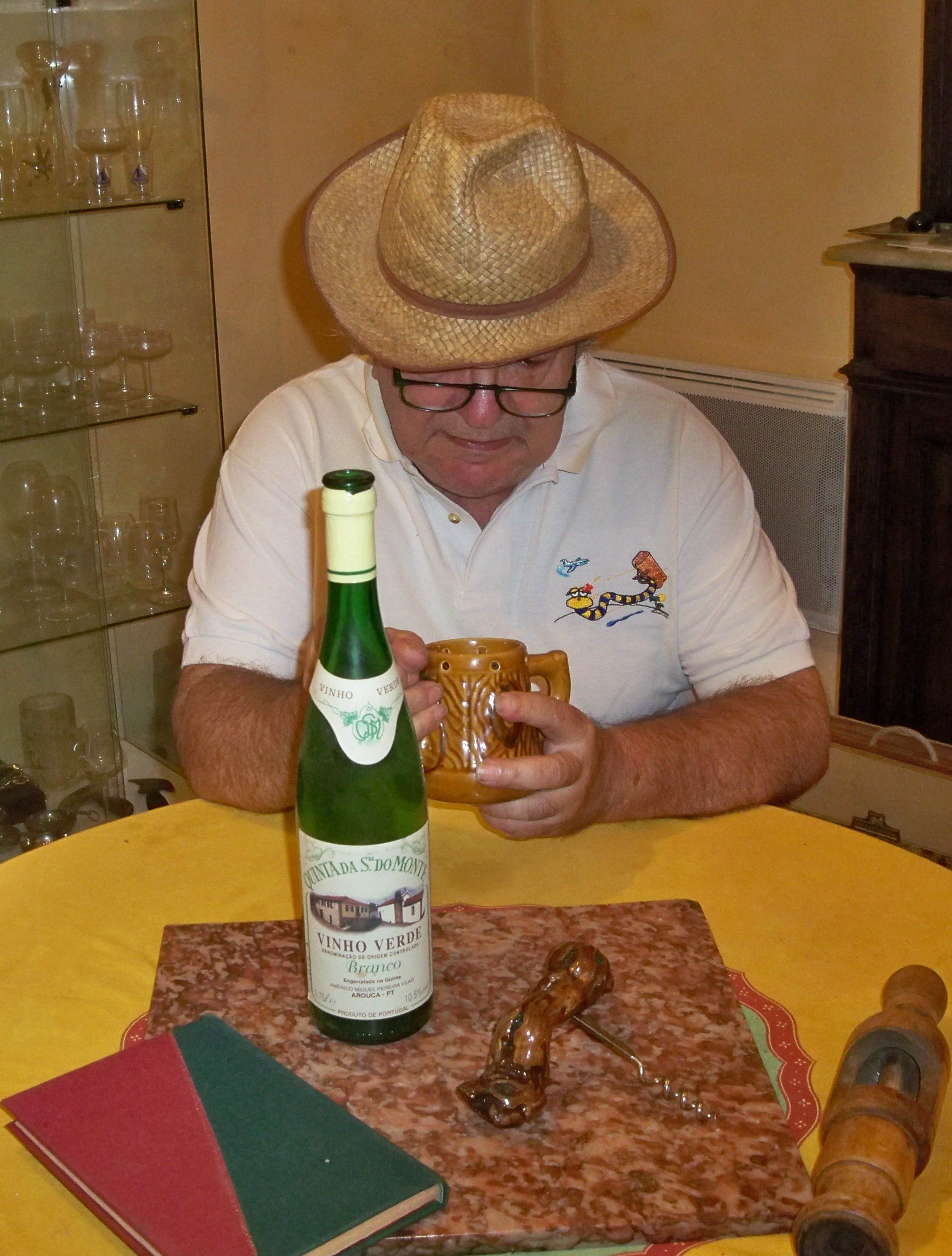
Dégustation de vinho verde.

La dénomination vinho verde, après avoir, jusqu'à une époque récente, été dénigrée, est devenue un titre de noblesse. Hugh Johnson, dans son livre Une histoire mondiale du vin, narre ses premières dégustations de vinho verde rouge :

« Il y a seulement vingt ans de cela, le vignoble de la région donnait un vin rouge très coloré, avec peu de corps, une acidité redoutable et une forte astringence… C'était un vin à la robe profonde de mûre, légèrement pétillant qui laissait une trace violacée sur la cruche de poterie blanche. Sa flaveur fruitée agressive faisait merveille pour accompagner sardines et viandes grillées ou des légumes arrosés d'une huile d'olive très aromatique. »

Rouge ou blanc, le vinho verde versé dans les verres donne une écume mousseuse, produit du gaz carbonique dû à la fermentation en bouteille, qui lui donne à la dégustation une fraîcheur piquante. Louis Orizet déclarait à leur propos :

« Les meilleurs sont blancs, mais certains rouges sont de bonne venue. On dit que les blancs sont des vins de paix et de contemplation, alors que les rouges sont révolutionnaires, quelque peu prolétaires, et en tout cas plein de vie. »

Les blancs, servis frais, en apéritif avec un accompagnement de petite friture ou de fruits de mer, s'apprécient particulièrement en période estivale. Les rouges, à la robe sombre et très tannique, sont surtout appréciés au Portugal. Le vinho verde rouge est un vin à consommer dans l'année, car il vieillit mal.
Les vinhos verdes accompagnent traditionnellement les plats typiques de la région du Minho, dont le caldo verde (soupe de choux, de pommes de terre, d’ail, d'oignons et d’huile d’olive), la caldeira a fragateira (version portugaise de la bouillabaisse), les huîtres, les langoustes, ainsi que les poissons (lamproie, alose, truite et morue) ou les viandes (sarrabulho, jambon à la Clara Penha, pot-au-feu, chevreau de la Serra et chaudronnée de chèvre),.

### Commercialisation
Volume des mises en marché des vinhos verdes embouteillés par le négoce et la production (moyenne sur 2007/2008)
| Vinhos verdes blancs (hl)                                                           | 355 000 (47,4 M de cols) | 82 500 (11 M de cols)    | 47 500 (6,4 M de cols)  | 9 750 (1,3 M de cols)   | 504 750 |
| Vinhos verdes rouges (hl)                                                           | 52 500 (6,9 M de cols)   | 2 500 (0,34 M de cols)   | 2 750 (0,36 M de cols)  | 1 000 (0,14 M de cols)  | 58 750  |
| Volume total (hl)                                                                   | 407 500 (54,3 M de cols) | 85 000 (11,34 M de cols) | 50 250 (6,76 M de cols) | 10 750 (1,44 M de cols) | 563 500 |
| Source : Statistiques de la production et de la commercialisation des vinhos verdes |                          |                          |                         |                         |         |

Au cours des deux décennies (1990 et 2000), l'exportation annuelle des vinhos verdes a tourné autour de 100 000 hectolitres. Sur les marchés extérieurs, ces vins se placent en second derrière le Porto. En 2009, les principaux pays importateurs étaient :
| Pays        | Volume (hectolitres) | % en volume (total) |
| États-Unis  | 30 500               | 22,2                |
| Allemagne   | 23 500               | 17,2                |
| France      | 20 000               | 14,6                |
| Angola      | 12 500               | 9,0                 |
| Canada      | 9 000                | 6,6                 |
| Brésil      | 6 500                | 4,8                 |
| Suisse      | 6 000                | 4,4                 |
| Royaume-Uni | 6 000                | 4,4                 |
| Suède       | 3 500                | 2,4                 |
| Belgique    | 2 500                | 1,8                 |
| Luxembourg  | 2 000                | 1,7                 |
| Danemark    | 1 000                | 0,9                 |
| Espagne     | 500                  | 0,4                 |

## À la gloire duvinho verde

### Confrérie duvinho verde
Cette confrérie a été fondée le 28 février 1988 avec pour objectifs la défense de l'authenticité et de la typicité de l'appellation, sa promotion ainsi que le soutien et la diffusion des études et recherches réalisées sur ses vins et sur le vignoble. Les confrères (grand maître, officiers, chevaliers) sont revêtus de la cape verte doublée et bordée de noir, et se couvrent d'un chapeau noir à bord rabattu. Ils portent en sautoir le ruban d'or duquel pend une grappe de raisin ; ils ont choisi comme emblème une bannière de couleur verte ornée d'une grappe sous laquelle est placé un bandeau d'or où est inscrit « Confraria do Vinho Verde ».

### Route desvinhos verdes
La route serpente dans les trois vallées du Minho, de Lima et de Cávado. Son parcours permet de découvrir le vinho verde et ses cépages alvarinho et loureiro, l'accueil des vignerons du Haut Minho, leur culture ancestrale, et de faire des dégustations dans les caves des producteurs-embouteilleurs.
| Vallée | Cave |
| ------ | --- |
| Minho  | Adega Cooperativa de Monção, Lugar de Cruzes - Mazedo, 4950 Monção PROVAM, Lugar do Cabo - Barbeita, 4950 Monção Quinta da Bouça, Lugar da Pedreira - Cerdal, 4930 Valença Quinta de Soalheiro, Lugar de Charneca - Alvaredo, 4960 Melgaço Quintas de Melgaço, Ferreiros de Cima - Alvaredo, 4960 Melgaço Solar do Alvarinho, Largo Hermegildo Solheiro, 4960 Melgaço Touquinheiras, Lugar da Bouça Nova - Prado, 4960 Melgaço |
| Lima   | Adega Cooperativa de Ponte de Lima, Rua Conde de Bertiandos, 4990 Ponte de Lima Messe do Vinho Verde / RTAM, Castelo de Santiago da Barra, 4900 Viana do Castelo Quinta de Luou, Lugar de Santa Cruz do Lima, 4990 Ponte de Lima Quinta do Paço d´Anha, Vila Nova d´Anha, 4900 Viana do Castelo Quinta dos Agrigueiros, Jolda - Madalena, 4970 Arcos de Valdevez                                                               |
| Cávado | Quinta da Franqueira, Lugar de Pedrego, 4750 Barcelos Quinta de Tamariz, Lugar de Carreira - Barcelos, 4775 Carreira Sociedade Agrícola - Quinta do Azevedo, Lugar de Lama, 4750 Barcelos |

### Chanson
Paulo Alexandre a été l'auteur et interprète d'une chanson à la gloire du vinho verde (musique d'origine autrichienne devenue l'hymne de nombreuses équipes de rugby à XV) vendue à plus de 200 000 exemplaires, dont le refrain est en deux couplets :
| Vamos brindar com vinho verde Que é do meu Portugal E o vinho verde me fará recordar A aldeia branca que deixei atrás do mar. | Allons trinquer au vinho verde Qui est de mon Portugal Et le vinho verde me rappellera Le village blanc que j'ai laissé derrière la mer. |

| Vamos brindar com verde vinho P'ra que possa cantar, canções do Minho Que me fazem sonhar, Com o momento de voltar ao lar. | Allons trinquer au vinho verde Pour que je puisse chanter, des chansons du Minho Qui me font rêver, Au moment de rentrer à la maison. |

### Film
En 1980, le grand succès au Brésil et au Portugal de la chanson Verde Vinho, de Paulo Alexandre, a incité Playtime et Eliasom, deux sociétés de production cariocas, à tourner un film portant le même nom. Paulo Alexandre y joue le rôle du chanteur Otavio Lima, aux côtés de Dionísio Azevedo, Maria de Lourdes, Gui Abreu Lima, Zezé Barros, Zezito Martins, João Carlos Mota et Arnaldo Weiss.